# Mba
Mba är ett vattendrag i Kamerun.   Det ligger i regionen Norra regionen, i den nordöstra delen av landet, 600 km nordost om huvudstaden Yaoundé.